# YIT Lietuva
YIT Lietuva ist ein Bauunternehmen in Litauen mit Sitz in Kaunas. Es handelt sich um eine Aktiengesellschaft (Uždaroji akcinė bendrovė), die zur finnischen YIT-Gruppe gehört. Von 1993 bis 2019 hieß das Unternehmen Kausta bzw. YIT Kausta.

## Geschichte
Das Unternehmen wurde 1966 in Sowjetlitauen als Hausbau-Kombinat unter dem Namen Kauno namų statybos kombinatas gegründet. Im Jahr 1977 schuf es 132.000 m² Wohnhausfläche. Am 23. Januar 1991 wurde es als Kauno valstybinis statybos kombinatas registriert. Am 4. Januar 1993 folgte die Registrierung als AB (Akcinė bendrovė) „Kausta“. Das Unternehmen baute in Russland, Belarus und Litauen (Wohnviertel Šilainiai in Kaunas). 
1998 kaufte die „YIT Corporation“ 6.560.800 (65,6 %) Aktien von AB „Kausta“ (2014 erwarb sie 100 % der Aktien). 2004 firmierte „Kausta“ zu AB „YIT Kausta“ und das Tochterunternehmen UAB „Alkausta“ zu UAB „YIT Kausta būstas“ um. 2005 baute das Unternehmen das Einkaufs- und Freizeitzentrum „Mega“ in Kaunas. 2018 änderte sich die Gesellschaftsform der Aktiengesellschaft YIT Kausta von Akcinė bendrovė zu Uždaroji akcinė bendrovė. 2019 schlossen sich YIT Kausta und YIT Infra Lietuva zur YIT Lietuva zusammen.

## Kennzahlen
1977 hatte das Unternehmen 1750 Mitarbeiter. 2007 beschäftigte es 946, 2014 noch 383 und 2017 schließlich 340 Mitarbeiter. Später stieg die Mitarbeiterzahl wieder bis auf 672 (Stand 2022).
2007 erwirtschaftete YIT Kausta einen Umsatz von 120,48 Millionen Euro. 2022 betrug der Umsatz 146,4 Mio. Euro.

## Struktur
Die UAB „YIT Lietuva“ hat vier hundertprozentige Tochtergesellschaften mit Sitz in Litauen: UAB „Lez terminalas“, UAB „Baršausko verslo centras“, UAB „Viršuliškių verslo centras“ und UAB „YIT Lietuva Būstas“.

## Leitung
- 1993–2008: Vaidas Repečka
- seit 2010: Kęstutis Vanagas